# Jopok manura 2: Dor-a-on jeonseol
Jopok manura 2: Dor-a-on jeonseol (조폭 마누라 2: 돌아온 전설) è un film del 2003 diretto da Jung Seung-hoon.
La pellicola è il seguito di Ho sposato una gangster (2001), di cui tuttavia non condivide la maggior parte del cast. Il film ha avuto a sua volta un sequel, Jopok manura 3, che tuttavia non presenta alcuna analogia con la trama delle due precedenti pellicole.

## Trama
Durante un combattimento, Eun-jin precipita da una terrazza e batte violentemente la testa, perdendo la memoria. La giovane viene ritrovata da Jae-chul, proprietario di un ristorante che la assume per effettuare delle consegne. Lentamente, inizia tuttavia a ricordarsi del suo passato e del motivo per cui era stata costretta a combattere; peraltro, la gang dello Squalo Bianco non era stata sconfitta, e anzi meditava vendetta.

## Distribuzione
Nella Corea del Sud, la pellicola è stata distribuita a partire dal 5 settembre 2003; in Italia la pellicola è inedita.